# 八月的棒球甜心
《八月的棒球甜心》是日本遊戲公司Akatsuki發行的手機遊戲，2017年6月27日開始營運。2018年7月30日決定改編為電視動畫，同年12月29日確定播出日期。2019年4月7日至7月7日於東京電視台播出，全12話。
2024年10月17日遊戲更新後正式宣布於2024年12月17日停止營運並保留離線版本。

## 故事簡介
男主角在中學時原本是棒球隊的王牌，但因為受傷不得不放棄夢想，並且離開家鄉到祖母住的地方就讀高中。在學校裡，他和對棒球充滿熱情的女孩子有原翼相遇了，看到翼對棒球的熱情後，讓男主角重新燃起對棒球的熱情，並決定擔任翼所組成的女子棒球隊的監督，一起朝甲子園這個目標邁進。動畫版沒有男主角，以女性角色為主。

## 登場角色
男主角
遊戲中以玩家設定的名稱作為稱呼，在角色設定上，男主角中學時原本是棒球隊的王牌，但因為右肩的傷勢不得不放棄棒球，後來在同班同學翼的請託下擔任女子棒球隊的總教練。
小說版定名為「八上浩太」，動畫版部分則未登場。

### 女子棒球社
遊戲中稱為本校（校名由玩家自行設定），所有球員皆有固定守備位置，部分角色可透過抽選獲得不同等級與屬性的投手卡牌。
動畫版舞台設定為市立里濱高中（市立里ヶ浜高校），主角有原翼以女子棒球同好會名義在學校內創立硬式棒球隊。
以下角色定位皆為遊戲結束服務後的情況。

#### 三年級生
有原翼（聲：西田望見）
男主角的同班同學，個性活潑且單純的女孩。熱愛棒球，中學時知道女生不能進甲子園後而放棄，上了高中後決定再次追逐夢想而成立女子棒球社。
運動能力相當強，球技在水準之上，但對學習並不擅長，考試成績經常不及格。
動畫版設定: 在國中時成為棒球隊奪取全國學界冠軍的功臣。 上了高中後，為了和青梅竹馬河北智惠一起打棒球，暫放棄成為職業球員，在學校成立女子棒球社。
守備位置為游擊手，右投右打。3月3日生、三圍：84／62／83、血型O、身高160cm、体重52kg。
東雲龍（聲：近藤玲奈）
家裡是棒球世家因此有著實戰經驗，最初認為翼的棒球只不過是鬧劇，後來認同了翼並加入女子棒球社。
守備位置為三壘手，右投右打。12月1日生、三圍：80／62／83、血型O、身高165cm、体重56kg。
野崎夕姬（聲：南早紀）
男主角的同班同學，創社成員之一。
小學參加過躲避球隊，中學時加入籃球社，具有運動能力與經驗，擁有良好的體格。
對中學時在籃球社發展不順遂的回憶耿耿於懷，使得自己變得沒有自信，以致於後來加入棒球社時，遇到守備能力與控球能力不足的問題感到困惑。
守備位置為一壘手，左投左打。9月14日生、三圍：95／64／99、血型O、身高168cm、体重56kg。
河北智惠（聲：井上穗乃花）
翼的青梅竹馬與好友。沒有棒球經驗，為了幫翼實現夢想努力地協助她。
守備位置為二壘手，右投右打。4月14日生、三圍：87／61／82、血型A、身高158cm、体重50kg。
宇喜多茜（聲：花守由美里）
個性內向的女孩，對男主角有好感，平常穿著有貓耳造型的連帽杉。
飼養一隻名叫彌太郎的烏龜。
在動畫版中是創社成員。家庭似乎較為貧困，曾因為棒球用具昂貴，而感到苦惱。
守備位置為右外野手，右投右打。10月7日生、三圍：79／57／76、血型A、身高155cm、体重45kg。
中野綾香（聲：高木友梨香）
男主角的同班同學，原本是新聞社成員，認為女子棒球是個相當有趣的題材而加入棒球社，並負責蒐集情報。
守備位置為中堅手，右投左打。8月2日生、三圍：83／61／85、血型B、身高158cm、体重50kg。
鈴木和香（聲：綠川優美）
男主角的同班同學，創社成員之一。
個性沉穩，因為哥哥健次郎（聲：木村良平）的關係對於棒球的知識非常了解。
由於體能不佳自認無法跟上，對實戰也缺乏信心，一度排斥打棒球。
守備位置為捕手，右投右打。3月21日生、三圍：80／59／77、血型B、身高154cm、体重46kg。
初瀨麻里安（聲：八島莎拉拉）
喜歡讀書的文學少女，在校內擔任圖書委員。
守備位置為三壘手，右投右打。9月23日生、三圍：82／58／79、血型A、身高160cm、体重49kg。
直江太結（聲：小見川千明）
中學時曾加入壘球社但只是個候補選手，擁有高度的投球與守備技巧。
性格消極且缺乏自信的少女，因此在網路上化名和並設立網頁與他人進行交流。
守備位置為游擊手，右投右打。11月13日生、三圍：78／58／80、血型A、身高151cm、体重44kg。
天草琴音（聲：奧野香耶）
擅長美術，因為被翼擊球時的拋物線所感動而加入棒球社。
動畫版中，受到同學河北智惠委託幫忙設計球衣。
守備位置為一壘手，左投左打。2月28日生、三圍：81／61／80、血型AB、身高158cm、体重47kg。
近藤咲（聲：山岡百合）
家中經營中華料理店，跟永井加奈子、新田美奈子感情很好，三人時常在放學後一起逛街。
守備位置為捕手，右投右打。1月28日生、三圍：85／63／89、血型O、身高158cm、体重51kg。
永井加奈子（聲：永野愛理）
有著易胖體質，喜歡享受美食的女孩，加入棒球社的理由是為了減肥。
守備位置為中堅手，右投右打。6月26日生、三圍：88／66／86、血型AB、身高157cm、体重49kg。
新田美奈子（聲：渡部優衣）
綁著團子頭的少女，喜歡追尋快樂的事物，也常藉故不參加練習。
守備位置為游擊手，右投右打。8月27日生、三圍：83／61／83、血型AB、身高159cm、体重50kg。
花山榮美（聲：松嵜麗）
擅於打扮的時尚女孩，喜歡偷懶，經常翹掉社團的練習。
守備位置為中堅手，右投右打。11月13日生、三圍：89／63／86、血型B、身高153cm、体重48kg。
朝比奈彩羽（聲：影山燈）
男孩子氣的熱血少女，喜歡吃拉麵。
小時候打過棒球，到中學後轉而參加壘球活動，上高中後決定再次挑戰棒球。
守備位置為一壘手，左投左打。5月24日生、三圍：86／63／82、血型A、身高164cm、体重52kg。
月島結衣（聲：優木加奈）
男主角班上的班長，個性正經且不知變通，初次見到泉田京香的髮型時認為她是不良少女。
因為聽到男生瞧不起翼追逐夢想的發言，決定加入棒球社。在球隊中亦經常監督成員的偷懶舉動。
守備位置為二壘手，右投左打。7月11日生、三圍：86／62／85、血型A、身高167cm、体重57kg。
仙波綾子（聲：嘉山未紗）
是家中大家庭的長女，需要負責照顧底下七個弟弟妹妹。
在櫻田千代入學前，身材是所有角色中最高大的。
守備位置為捕手，右投右打。10月24日生、三圍：90／63／89、血型A、身高173cm、体重57kg。
秋乃小麥（聲：田中愛美）
黑皮膚的女孩，從小習慣在叢林與海岸間生活，熱愛大自然，對都市的一切並不擅長。
守備位置為一壘手，右投右打。12月16日生、三圍：73／57／76、血型B、身高148cm、体重42kg。
竹富亞矢（聲：松井惠理子）
田徑少女，因中學時期參加運動會輸給有原翼，而視她為勁敵，為了每天都能向翼挑戰而加入棒球社。
守備位置為中堅手，右投左打。10月16日生、三圍：80／63／81、血型AB、身高159cm、体重51kg。
泉田京香（聲：生田善子）
留著飛機頭的女孩。看似不良少女，但其實有著體貼善良的一面。
守備位置為左外野手，左投左打。4月27日生、三圍：92／64／87、血型O、身高172cm、体重55kg。
坂上芽衣（聲：駒形友梨）
小學有棒球經驗，但中學時因故被迫中途放棄。
狂熱的棒球迷，經常找社團成員一起入場看職棒比賽。
身上有眼鏡但平時並不常戴上，只有比賽時才會使用。
守備位置為二壘手，右投右打。9月10日生、三圍：87／63／85、血型A、身高160cm、体重51kg。
逢坂可可（聲：高木美佑）
以前原本是童星，希望自己打棒球的姿態能成為話題選擇加入棒球社。
守備位置為右外野手，右投右打。1月19日生、三圍：78／56／77、血型B、身高155cm、体重45kg。
柊琴葉（聲：早瀨莉花）
另一位具有中學棒球經驗的角色，加入棒球社是為了回應對父親的期待。
由於身為船員的父親經常不在家，有時會寫信表達思念之意。
守備位置為左外野手，左投左打。6月10日生、三圍：89／62／84、血型AB、身高161cm、体重53kg。
椎名由香里（聲：船戶百合繪）
小學有過棒球經驗，但中學時改踢足球。
和坂上芽衣同為狂熱棒球迷，兩人分別支持不同職棒球隊，常常因此爭執。
守備位置為捕手，右投右打。7月23日生、三圍：79／60／80、血型O、身高158cm、体重49kg。

#### 二年級生
我妻天（聲：相坂優歌）
二年級篇的五名新社員之一，遊戲裡第一位主要守備位置為投手的角色。
小學有棒球經驗，目標是擔任女子棒球社王牌投手。
守備位置為投手，左投左打。4月18日生、三圍：80／62／83、血型A、身高157cm、体重51kg。
櫻田千代（聲：河瀨茉希）
二年級篇的五名新社員之一，我妻天的青梅竹馬兼投捕搭檔。
守備位置為捕手，右投右打。10月2日生、三圍：97／67／99、血型B、身高173cm、体重59kg。
小鳥遊柚（聲：楠木灯）
二年級篇的五名新社員之一。跟男主角以前是同隊隊友和青梅竹馬。
知道男主角在高中成立女子棒球社後，便決定考進男主角的學校。
守備位置為游擊手，右投右打。3月10日生、三圍：85／61／90、血型A、身高164cm、体重53kg。
林麗華（聲：福緒唯）
二年級篇的五名新社員之一，與家人來自台灣但並不會說中文，東雲龍中學時期的學妹。
頭腦相當聰明，喜歡研究物理與化學，為了窺探運動科學而加入棒球社。
守備位置為二壘手，右投左打。11月24日生、三圍：77／64／79、血型B、身高154cm、体重47kg。
草刈露娜（聲：青木志貴）
二年級篇的五名新社員之一，界皇高中女子棒球隊選手草刈禮奈的妹妹。
性格冷酷，以立志打敗姊姊為目標加入球隊。
守備位置為左外野手，右投左打。11月5日生、三圍：81／61／83、血型AB、身高165cm、体重51kg。

#### 一年級生
條島桃（聲：前田佳織里）
守備位置為一壘手，右投右打。
水原碧澄（聲：廣瀨有紀）
守備位置為投手、右外野手，右投左打。
琴宮千壽（聲：鈴木愛奈）
守備位置為左外野手，右投右打。

#### 本校畢業生
岩城良美（聲：山下七海）
應援團的團長，性格直率，具有男子氣概的女孩，為了能夠幫棒球社加油打氣而加入。
體格嬌小，力量與氣勢卻相當大。
守備位置為三壘手（動畫版為左外野手），右投左打。4月3日生、三圍：77／57／76、血型O、身高148cm、体重43kg。
倉敷舞子（聲：遠藤祐里香→佐伯伊織）
和後輩野崎夕姬同樣是小學躲避球隊成員。
性格看似冷漠，平時沉默寡言，其實相當會替人著想。
由於經常晚歸而受到家人擔心，後來覺得加入社團便能名正言順的晚歸而加入棒球社。
守備位置為右外野手，右投右打。8月18日生、三圍：82／60／81、血型AB、身高158cm、体重48kg。
九十九伽奈（聲：白石晴香）
學生會副會長，成績優秀、運動萬能的天才。
守備位置為右外野手，右投右打。5月15日生、三圍：85／63／82、血型B、身高166cm、体重53kg。
阿佐田蒼／阿佐田葵（聲：立花理香）
和九十九伽奈是同班同學兼好友，如同貓咪般自由奔放的女孩。
動畫版中與岩城良美關係良好，有著手氣絕佳的特點因而被推薦加入棒球社。
守備位置為二壘手，右投右打。2月22日生、三圍：78／59／75、血型B、身高158cm、体重46kg。
塚原雫（聲：芝崎典子）
原本是劍道社社員，因掛橋老師的引薦而加入棒球社。
守備位置為左外野手，右投右打。2月5日生、三圍：84／63／86、血型A、身高168cm、体重56kg。
本千景（聲：朝日奈丸佳）
從英國回歸的留學生，過去曾打過板球，擁有不錯的打擊能力。
在一次機會下遇上倉敷舞子並結識，最後成為夥伴。
飼養一隻名叫舒芙蕾的柴犬。
守備位置為左外野手，右投右打。6月3日生、三圍：93／65／90、血型A、身高172cm、体重57kg。

### 校內相關
掛橋桃子（聲：中村繪里子）
主角等人所就讀學校的老師，擔任劍道社顧問，後來兼任女子棒球同好會顧問，並幫忙向學校爭取成為正式社團。右投右打，9月3日生、身高163cm、体重54kg、三圍：86／63／85、血型O。
能見志保（聲：Mewhan）
動畫版原創人物，里濱高中學生會長。

### 其他角色

#### 敵隊角色
清城高中
神宮寺小也香（聲：明坂聰美）
清城高中女子棒球隊隊長兼王牌投手，因球隊之前發生醜聞而一度停止社團活動，一心渴望靠自己的力量重振聲譽。
對東雲龍抱有非常大的敵意，曾私下幫助河北智惠做球技上的指導。
動畫版則為濱高中創立球隊後第一場練習比賽的交手對象。
右投右打，9月3日生、身高167cm、体重54kg、三圍：83／62／84、血型AB。
牧野花（聲：佳村遙）
清城高中女子棒球隊捕手。右投右打，3月19日生、身高158cm、体重56kg、三圍：88／61／86、血型O。
一二三百合（聲：小林優）
原本是二子玉高中女子棒球隊的中外野手，後來學校遭到廢校而轉學到清城高中。右投右打，1月2日生、身高161cm、体重52kg、三圍：80／56／87、血型B。
藤堂多衣良（聲：高野麻里佳）
清城高中女子棒球隊的新生三壘手，沒有棒球經驗，但具有運動天份和能力。右投右打，5月2日生、身高172cm、体重58kg、三圍：86／63／83、血型A。
西宮愛麗絲（聲：直田姬奈）
守備位置為游擊手，右投左打。
向月高中
高坂椿（聲：福圓美里）
向月高中女子棒球隊隊長兼王牌投手，平時喜歡含著棒棒糖，常常因情緒不穩定而口出惡言或是瞧不起他人。
動畫版中主動向濱高中提出友誼賽要求，並未使出全力和對手比賽而導致敗北。右投右打，11月3日生、身高153cm、体重48kg、三圍：79／58／82、血型A。
潮見凪沙（聲：內田真禮）
向月高中女子棒球隊一年級新生左投手，小說版「《八月的棒球甜心～導引航路的海潮聲～》」（『八月のシンデレラナイン～潮騒の導く航路～』）登場人物。左投左打，5月6日生、身高159cm、体重51kg、三圍：83／61／83、血型O。
風祭瀨里奈／風祭芹那（聲：菲魯茲·藍）
向月高中女子棒球隊捕手，是目前出現角色中噸位最龐大的球員。
岸楓佳（聲：黑澤朋世）
守備位置為捕手，右投右打。
森·薇蘿妮嘉·奈緒子（聲：喜多村英梨）
守備位置為游擊手，右投右打。
山之上高中
光田燕（聲：石川由依）
守備位置為中堅手，右投右打。
先驅女子高中
芹澤結（聲：佐倉綾音）
10月27日生、身高158cm、体重52kg、三圍：83／62／86、血型O、右投右打、守備位置為一壘手。
小河原高中
鬼塚桐（聲：早見沙織）
小河原高中女子棒球隊的二壘手，守備能力見長的選手，有個體弱多病的姊姊。右投左打，7月29日生、身高155cm、体重46kg、三圍：77／57／80、血型A。
樫野亞沙（聲：本渡楓）
11月20生、身高163cm、体重：54kg、三圍：88／63／87、血型A、右投右打、守備位置為遊撃手。
明條學園
大咲美世（聲：小倉唯）
明條學園女子棒球隊游擊手，沒有練球時便會從事偶像工作，遇上逢坂可可時被看出有雙重人格傾向。右投右打，12月6日生、身高151㎝、体重45㎏、三圍：79／56／79、血型B。
今田杏珠（聲：鈴代紗弓）
守備位置為中堅手，右投右打。
帝陽學園
乾景（聲：井上麻里奈）
帝陽學園女子棒球隊隊長兼捕手，性格冷靜且具有擅長分析對手的能力。右投右打，10月10日生、身高169cm、体重55kg、三圍：81／58／84、血型A。
宮井都子（聲：小原好美）
守備位置為投手，右投右打。
水浦七瀬（聲：Lynn）
守備位置為一壘手，左投左打。
界皇高中
草刈禮奈（聲：日高範子）
界皇高中女子棒球隊左外野手並身兼隊上第四棒，草刈露娜的姊姊，女子高中棒球界的天才型選手，所屬的學校也是全國最強的女子棒球隊。右投右打，6月2日生、身高172cm、体重58kg、三圍：90／64／90、血型O。
在小說「《八月的棒球甜心～約定夏蔦回歸時～》」（『八月のシンデレラナイン～夏蔦に還す約束～』）中為主要登場角色。
鎌部千秋（聲：堀江由衣）
界皇高中女子棒球隊投手。
大和田沙智（聲：釘宮理惠）
界皇高中女子棒球隊游擊手。
相良吉乃（聲：田中敦子）
界皇高中女子棒球隊二壘手。
真白玲（聲：水瀨祈）
守備位置為投手，右投左打。
奈良胡桃（聲：種崎敦美）
守備位置為三壘手，右投右打。

#### 旁支角色
絆愛
2017年7月遊戲開始營運之初進行合作企劃的虛擬YouTuber，並在隔年愚人節出現在遊戲中。
艾琳娜·斯妲露欣（聲：上坂菫）
小說版《八月的棒球甜心～北風搖曳的向日葵～》（『八月のシンデレラナイン～北風に揺れる向日葵～』）登場人物，來自俄羅斯。
守備位置為投手、中外野手，左投左打。12月23日生、身高171cm、体重54kg、三圍：86／59／85、血型A。
亞美莉雅·桑德斯（聲：東山奈央）
來自美國，與主角一行人進行交流比賽而前往日本。
守備位置為右外野手，左投左打。2月6日生、身高167cm、体重60kg、三圍：89／62／96、血型B。
夏葉舞（聲：關水渚）
由電視劇角色《八月在夜晚的打擊練習場》而來，遊戲中設定守備位置為投手。

## 電視動畫
2018年7月30日宣佈電視動畫化決定

於2019年4月7日開始播出，共12話。
播映結束之後，於2020年4月宣布將會製作追加第13話的消息,

於2020年9月28日宣佈第13話製作決定，並在2021年9月24日播出

### 製作人員
- 原作：Akatsuki[13]
- 原案：山口修平[13]
- 監督：工藤進[13]
- 系列構成：田中仁[13]
- 劇本團隊：田中仁、伊藤睦美、吉成郁子、大内珠帆
- 動畫角色設計：野口孝行[13]
- 美術監督：清水哲弘
- 攝影監督：小西庸平
- 剪輯：村井秀明
- 音響監督：關智寬
- 音樂：小畑貴裕
- 動畫製作：TMS娛樂[13]
- 製作：「八月的棒球甜心」製作委員會

### 主題曲
片頭曲
作詞、作曲、編曲：菅波榮純，主唱：Mewhan
片尾曲
作詞、作曲：槙原敬之，編曲：久下真音，主唱：有原翼（西田望見）、東雲龍（近藤玲奈）、野崎夕姬（南早紀）、河北智惠（井上穗乃花）

### 各話列表
| 話數   | 日文標題 | 中文標題       | 分鏡            | 演出     | 作畫監督 | 總作畫監督           |
| ------ | -------- | -------------- | --------------- | -------- | --- | -------------------- |
| 第1話  |          |                | 工藤進          | 秦義人   | 野口孝行、正金寺直子 | 花輪美幸、正金寺直子 |
| 第2話  |          | 做得到、做不到 | 粟井重紀        | 粟井重紀 | 西川真人、山村俊了 富田佳亨、丸山大勝 西村真理子                                                                                    | 野口孝行、正金寺直子 |
| 第3話  |          |                | 石山貴明 內田舞 | 村山靖   | 谷津美彌子、阿形大輔 北條直明 | 野口孝行、正金寺直子 |
| 第4話  |          |                | 渡部高志        | 村山靖   | 誠宇、AKIRA、梁世挺 黃鳳、廣中千惠美                                                                                                | 野口孝行、正金寺直子 |
| 第5話  |          |                | 石山貴明        | 泉明宏   | 石本英治、堀內優 飯飼一幸、糸島雅彥 諸石美雪、宇津木勇 高木玲奈、高橋こう平 吉田肇、江崎稔 鷲田敏彌、申榮淳 LAN SHAO、泉明宏 矢島龍 | 野口孝行、正金寺直子 |
| 第6話  |          |                | 石山貴明        | 粟井重紀 | 阿形大輔、津熊健德 佐藤桂、WONWOO Revival、正金寺直子                                                                               | 野口孝行、正金寺直子 |
| 第7話  |          |                | 石山貴明 村山靖 | 村山靖   | 北條直明、阿形大輔 岡辰也、Revival WONWOO                                                                                           | 不適用               |
| 第8話  |          |                | 稻垣隆行        | 棚澤隆   | 正金寺直子、西川真人 上田惠理、WONWOO 石川慎亮                                                                                      | 野口孝行、正金寺直子 |
| 第9話  |          |                | 小林一三        | 村山靖   | 阿形大輔、山村俊了 岡辰也、北條直明 津熊健德、Revival                                                                               | 野口孝行、正金寺直子 |
| 第10話 |          |                | 葛谷直行        | 沼山茉由 | C.K.LIM、H.W.JOO H.J.KIM、S.H.LEE                                                                                                   | 野口孝行、正金寺直子 |
| 第11話 |          |                | 吉川浩司 竹內光 | 泉明宏   | 石本英治、堀內優 飯飼一幸、宇津木勇 吉田肇、江崎稔 LAN SHAO、松下純子 棚澤隆、泉明宏 矢島龍、坂本 高橋成之、秦野好紹 米本奈苗       | 野口孝行、正金寺直子 |
| 第12話 |          |                | 石山貴明        | 工藤進   | 正金寺直子、加藤壯 野本正幸、髙野友稀 谷口繁則、石川慎亮 C.K.LI、MH.W.JOO H.J.KIM                                                   | 野口孝行             |
| 第13話 |          |                | 鈴木吉男        | 鈴木吉男 | 青野厚司、加福田紀 石川慎亮、髙野友稀 久恆直樹                                                                                      | 野口孝行             |

### 藍光版
| 卷數 | 發售日期       | 收錄話數        | 規格編號  |
| ---- | -------------- | --------------- | --------- |
| 1    | 2019年8月9日   | 第1話 ~ 第3話   | VIZL-1626 |
| 2    | 2019年9月11日  | 第4話 ~ 第6話   | VIZL-1635 |
| 3    | 2019年10月30日 | 第7話 ~ 第9話   | VIZL-1641 |
| 4    | 2019年11月27日 | 第10話 ~ 第12話 | VIXL-277  |

### 播放電視台
日本地區於2019年4月7日至7月7日25時35分（UTC+9）於東京電視台首播。

## 外部連結
- 遊戲《八月的棒球甜心》官方網站 （页面存档备份，存于）（日語）
- 電視動畫《八月的棒球甜心》官方網站 （页面存档备份，存于）（日語）
- 八月的棒球甜心官方的X（前Twitter）（日語）